# ラ・フォーレ吹屋
ラ・フォーレ吹屋（ラ・フォーレふきや）は岡山県高梁市吹屋にある高梁市立の公共の宿。

## 概要
日本最古の現役小学校校舎だった学校として知られる吹屋小学校の西隣、1987年3月に廃校となった成羽町立吹屋中学校の跡地に、旧成羽町が建設し第三セクターが運営する公共の宿泊・研修施設である。建物はSRC構造であるが、寄席棟屋根の2階建てで外壁板には解体された吹屋中学校の部材を流用、広々とした中庭を設けるなど、元の木造校舎の外観に近づけている。内部は現代的にデザインされている。建物の外観は高梁市立吹屋中学校を模した造りとなっている。
2023年1月に当時の指定管理者が撤退して営業を休止。2023年度から下電ホテルなどの共同事業体が指定管理者となり、7月25日にリニューアルオープンすることになった。

## 施設
- レストラン
- 浴場
- 会議室

## 周辺情報
- 吹屋（重要伝統的建造物群保存地区）
  - 旧片山邸（高梁市重要文化財）
  - 吹屋ふるさと村郷土館
  - 笹畝坑道
  - ベンガラ館
  - 広兼邸